# Lagting (Norwegen)

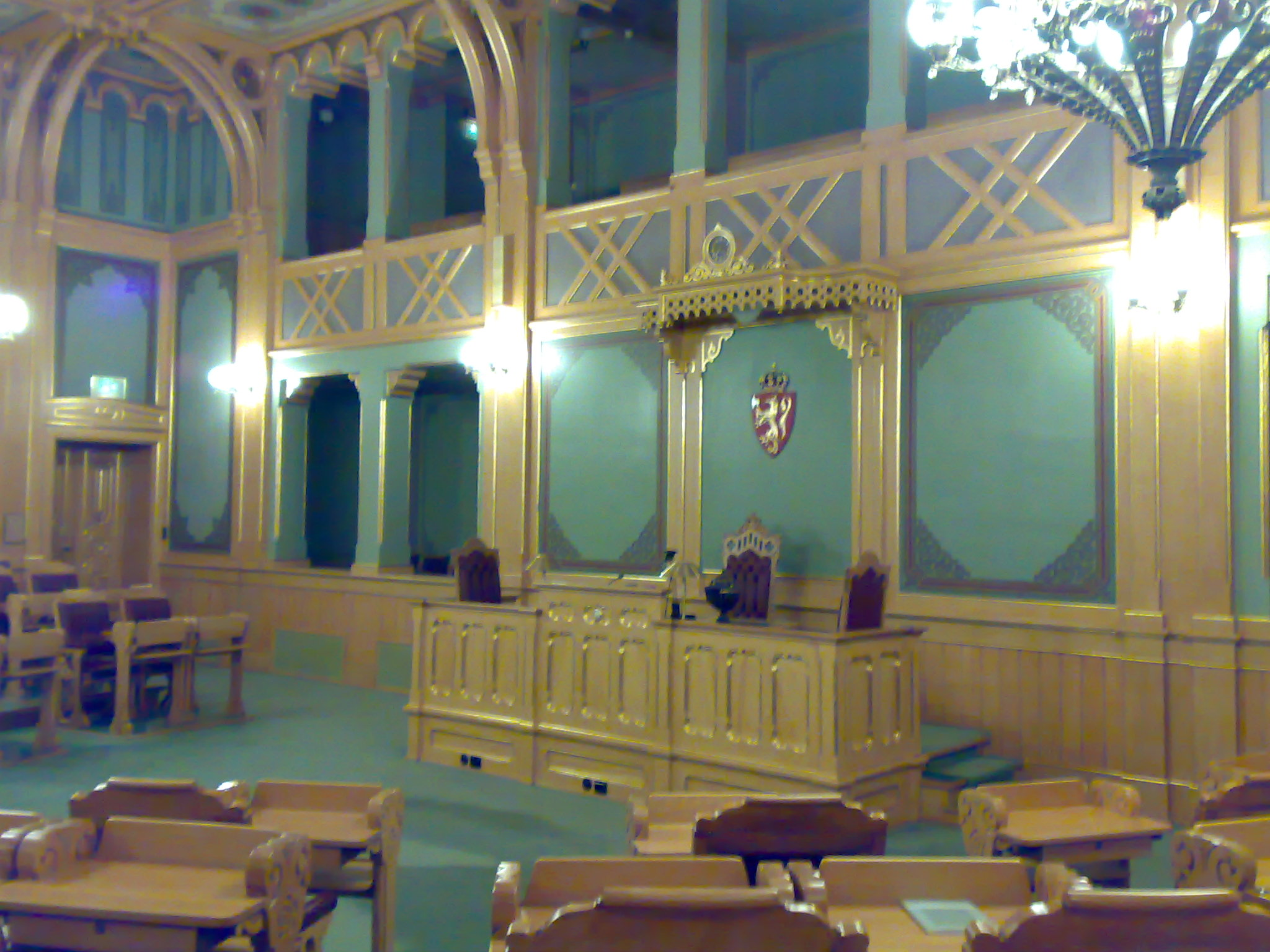
Der Saal des Lagting (2008)

Das Lagting war eine politische Institution Norwegens. Seit der Sagazeit wird das Lagting als eine allgemeine Versammlung (ting) erwähnt, die Gesetze (lag) formulierte.

## Mittelalter und ältere Neuzeit
Die ältesten Lagting waren das Frostating für Trøndelag mit Nordmøre und Romsdal, das Gulathing für Vestlandet und Sørlandet, später auch Hallingdal und Valdres, das Eidsivating für das innere Østlandet und Borgarting für Viken. Herjedalen, Jemtland, die damals zu Norwegen gehörten, und eine Zeit lang auch Hålogaland und andere Fylke hatten eigene Lagting.
Ursprünglich hatte jeder freie Bauer die Pflicht, zum Lagting zu erscheinen. Mit zunehmender Machtkonzentration gegen Ende des 10. Jahrhunderts expandierten die großen Lagtinge geografisch. Nordmøre (Møre og Romsdal) und Hålogaland wurden dem Frostating zugeschlagen, Agder (heute Vest-Agder und Aust-Agder) kam zum Gulating. Am Ende des 13. Jahrhunderts wurden in den vier großen Städten Bergen, Nidaros, Oslo und Tðnsberg neue Lagtinge gegründet.
Aus dem allgemeinen Ting wurde ein Delegiertenting. Für das Lagting wurden aus jedem Fylke Delegierte bestimmt. Der König war durch Lehnsleute und Vögte, die Kirche durch die Bischöfe und Geistliche vertreten.
Das Lagting war ursprünglich eine gesetzgebende Versammlung, der ein rechtskundiger Lagmann vorstand. Später waren die Lagting vor allem Gerichte, die durch ihre Gerichtsentscheidungen auch neues Recht schufen. Deshalb wurden ihnen dann auch neue Gesetze und Beschlüsse über Steuern und Abgaben zur Beurteilung vorgelegt. Das galt sowohl für das weltliche als auch für das kirchliche Recht. So verlor das Lagting in der späten Sagazeit allmählich seine Bedeutung als Volksversammlung. Auch als gesetzgebende Versammlung verlor das Lagting seine Funktion, als die Königsmacht die Gesetzgebung an sich zog und die Reichsversammlung und später den Reichsrat für die Gesetzgebung einführte. Aber noch Magnus lagabøte musste sein Landslov dem Lagting vorlegen, damit es Gesetzeskraft erlangte. Aber das Lagting behielt lange Zeit die Funktion als Kommunikationszentrum zwischen Königsmacht und Volk. Im 16. Jahrhundert übernahm diese Funktion der Herrentag. Noch bis spät in der Zeit der Union mit Dänemark holte die Regierung die Zustimmung des Lagtings für Rezesse und Verordnungen ein.
Sie waren zwar für die Rechtsprechung zuständig, aber nicht von Anfang an Appellationsinstanzen gegenüber den Stadt- und Bezirksgerichten. Die hierarchische Gerichtsordnung mit Appellationsinstanzen ist eine spätere Entwicklung. Spätestens seit der Zeit König Sverres waren die Lagmenn fest in das Lagting integriert, entwickelten sich aber mit der Zeit zu den eigentlichen Richtern. So verlor das Lagting seine Rechtsprechungsfunktion allmählich an das kollegial besetzte Lagmanns-Gericht. Das Lagmanns-Gericht bestand aus den Lagmenn und einem Gutachterausschuss, der oft mit dem Magistrat (byråd) identisch war. Sie wurden erst in der Regierungszeit Christians IV. zu Appellationsgerichten gegenüber den Untergerichten. Sie fielen 1797 weg, als die Obergerichte eingerichtet wurden.

## Jüngere Neuzeit
1814 kam die Bezeichnung Lagting wieder in Gebrauch: Nach dem Grundgesetz von Eidsvoll bestand das Parlament, Storting genannt, aus zwei Abteilungen, dem Lagting und dem Odelsting (§ 49). Zu Mitgliedern des Lagtings wurden aus den Reihen des Stortings selbst ein Viertel der zuvor vom Volk gewählten Abgeordneten bestimmt. Es bildete damit eine Art Reflexionsgruppe des Stortings und ist nicht mit einer anders zusammengesetzten zweiten Kammer, wie sie das Zweikammersystem kennt, gleichzusetzen. Nach § 76 hatte allein die größere Parlamentsabteilung, das Odelsting, das Gesetzesinitiativrecht, dieses musste die Gesetzentwürfe anschließend dem Lagting vorlegen. Bei Ablehnung durch das Lagting musste es nochmals im Odelsting behandelt werden. Bei dreimaliger Ablehnung konnte das Odelsting den Entwurf entweder fallenlassen oder dem Plenum des Stortings vorlegen, wo für die Annahme eine Zweidrittelmehrheit erforderlich war. Die Aufteilung in Lagting und Odelsting wurde infolge einer 2007 vorgenommenen Verfassungsänderung mit der 2009 beginnenden Legislaturperiode beseitigt.
Außerdem bildeten die Mitglieder des Lagtings zusammen mit den Mitgliedern des Obersten Gerichtshofes das Reichsgericht. Dort wurden Strafsachen verhandelt, die vom Odelsting gegen Staatsräte oder Mitglieder des Obersten Gerichtshofes wegen Straftaten im Amt oder gegen Mitglieder des Stortings wegen Straftaten, die sie in ihrer Eigenschaft als Abgeordnete begangen hatten, eingeleitet worden waren.